# Lars Wohlin
Lars Magnus Wohlin, född 24 juni 1933 i Stockholm (Engelbrekt), Stockholms stad, död 24 september 2018 i Stocksund, Danderyds distrikt, Stockholms län, var en svensk nationalekonom, ämbetsman, politiker och bankman samt riksbankschef.

## Biografi
Wohlin disputerade vid Handelshögskolan i Stockholm 1970 på doktorsavhandlingen Skogsindustrins strukturomvandling och expansionsmöjligheter och blev därigenom ekonomie doktor. 
Han var chef för Industriens utredningsinstitut (IUI) 1973–1976, statssekreterare i Ekonomidepartementet 1976–1979 och chef för Sveriges riksbank 1979–1982. Under sin tid som statssekreterare var han folkpartist. 1975 invaldes han som ledamot i Ingenjörsvetenskapsakademien.
Inför folkomröstningen om införande av euron i Sverige var han ett av affischnamnen för Medborgare mot EMU. Han var europaparlamentariker för Junilistan 2004–2006. Den 8 april 2006 meddelade han på DN Debatt att han lämnar Junilistan och istället kandiderar för Kristdemokraterna i Stockholms län i riksdagsvalet 2006.  I och med det att han lämnade Junilistan blev han  politisk vilde i Europaparlamentet åren 2006 till 2009.

### Familj
Wohlin var gift med STUs sista generaldirektör Birgit Erngren. Han var son till Nils Wohlin, bror till den centerpartistiska riksdagsledamoten Anna Wohlin Andersson samt halvbror till det socialdemokratiska statsrådet Ulla Lindström.
Lars Wohlin är begravd på Djursholms begravningsplats.